# Wendelin Werner
Wendelin Werner (sinh 23 tháng 9 năm 1968 ở Köln, Đức) là một nhà toán học người Pháp sinh ở Đức nghiên cứu về các lĩnh vực dạo ngẫu nhiên tự tránh, tiến hóa Schramm-Loewner, và các lý thuyết liên quan đến lý thuyết xác suất và vật lý toán. Năm 2006, tại Hội nghị Toán học Thế giới lần thứ 25 tổ chức tại Madrid, Tây Ban Nha ông được trao Huy chương Fields. Hiện tại ông là giáo sư tại Trường Đại học Paris XI và giáo sư thỉnh giảng tại École normale supérieure.
Werner mang quốc tịch Pháp vào năm 1977. Sau khi học lớp dự bị ở Lycée Hoche, ông tiếp tục học tại École Normale Supérieure từ 1987 đến 1991. Luận án tiến sĩ ông thực hiện tại Université Pierre-et-Marie-Curie năm 1993 dưới sự hướng dẫn của giáo sư Jean-François Le Gall. Werner tham gia công tác chính thức tại CNRS từ 1991 đến 1997, trong thời gian này ông cũng là thành viên hai năm của Hội Leibniz tại Đại học Cambridge.
Ông đã nhận được nhiều giải thưởng bao gồm: Giải Fermat năm 2001, Giải Loève năm 2005, và Giải George Pólya SIAM năm 2006 cùng với các cộng sự của ông là Gregory Lawler và Oded Schramm. Ông trở thành thành viên của Viện hàn lâm Khoa học Pháp năm 2008.
Ông cũng từng là một diễn viên, đóng một bộ phim của Pháp với tựa đề La Passante du Sans-Souci.